# Саитково
Саитково — деревня в Тавдинском городском округе Свердловской области России. Входит в состав Кошукского сельсовета. Постоянного населения не имеет.

## Географическое положение
Деревня Саитково муниципального образования «Тавдинский городской округ» расположена в 11 километрах (по автотрассе в 12 километрах) к востоку от города Тавда, на высокой открытой правобережной надпойменной террасе реки Тавда. В окрестностях деревни, в 2 километрах к юго-юго-западу проходит автодорога Тавда – Тюмень.

## Климат
Климат континентальный с холодной зимой и тёплым летом.

## Население
| 2002 | 2010 |
| ---- | ---- |
| 5    | ↘0   |